# Куэйт, Келвин
Келвин Форрест Куэйт (англ. Calvin Forrest Quate; 7 декабря 1923 — 6 июля 2019) — американский физик, член Национальной академии наук США (1975). В 1973 году участвовал в разработке сканирующего акустического микроскопа, в 1981 году участвовал в разработке атомно-силового микроскопа.

## Биография
Родился в поселении Бейкер (Невада) и в юности занимался фермерством. В 1944 году получил степень бакалавра по электротехнике в Университете Юты, а в 1950 году — докторскую степень по электротехнике в Стэнфордском университете. Затем работал в Лабораториях Белла (в том числе руководил отделом) и Национальных лабораториях Сандия (с 1959 года в должности вице-президента и научного руководителя). В 1961 году перешёл в Стэнфордский университет, где трудился всю оставшуюся жизнь.
Увлекался каякингом, сёрфингом, альпинизмом.

## Научная деятельность
В начале карьеры Куэйт занимался проблемой усиления микроволнового излучения с помощью электронных пучков. В 1960-е годы переключился на микроволновую акустику, разрабатывая новые устройства для манипуляции звуковыми волнами высоких частот. Предложил использовать тот факт, что длина волны звука в воде на гигагерцовых частотах может быть достаточно малой для получения информации о мелких деталях объектов, скрытых под непрозрачной для света поверхностью. Для решения проблемы затухания высокочастотных звуковых волн разработал с сотрудниками специальные акустические линзы, позволяющие минимизировать проходимый волнами в образце путь. Результатом стал принципиально новый прибор — сканирующий акустический микроскоп, появившийся в начале 1970-х годов.
В 1982 году Куэйт узнал об изобретении сканирующего туннельного микроскопа (СТМ) и посетил лабораторию фирмы IBM в Цюрихе, где познакомился с его создателями Гердом Биннигом и Генрихом Рорером. По возвращении на родину создал вместе с сотрудниками первый в США рабочий СТМ. В 1985 году Бинниг предложил идею атомно-силового микроскопа (АСМ), который позволил бы не ограничиваться использованием только проводящих образцов. Первый прототип АСМ был собран в лаборатории Куэйта при участии Кристофа Гербера, который вместе с Биннигом проводил здесь длительный отпуск (саббатикал). В последующие годы сотрудниками Куэйта было изготовлено множество вариантов кантилеверов для АСМ, что в конце концов позволило достичь атомарного разрешения.
Множество работ Куэйта посвящены исследованию конкретных систем с использованием различных методов микроскопии.

## Награды и отличия
- Член Национальной инженерной академии США (1970)[1]
- Член Национальной академии наук США (1975)[2]
- Премия Морриса Либманна (1981)
- Премия Ранка (1982)
- Член Американской академии искусств и наук (1982)[3]
- Медаль почёта IEEE (1988)
- Национальная научная медаль США (1992)
- Иностранный член Лондонского королевского общества (1995)
- Премия Кавли (2016) [4][5].

## Избранные публикации
Книги
- Minne S.C., Manalis S.R., Quate C.F. Bringing Scanning Probe Microscopy up to Speed. — Springer, 1999.
- Soh H.T., Guarini K.W., Quate C.F. Scanning Probe Lithography. — Springer, 2001.

Статьи
- Quate C.F.,  Wilkinson C.D.W., Winslow D.K. Interaction of Light and Microwave Sound // Proceedings of the IEEE. — 1965. — Vol. 53. — P. 1604-1623. — doi:10.1109/PROC.1965.4270.
- Lemons R.A., Quate C.F. Acoustic microscope — Scanning version // Applied Physics Letters. — 1974. — Vol. 24. — P. 163-165. — doi:10.1063/1.1655136.
- Quate C.F., Atalar A., Wickramasinghe H.K. Acoustic microscopy with mechanical scanning — a review // Proceedings of the IEEE. — 1979. — Vol. 67. — P. 1092-1114. — doi:10.1109/PROC.1979.11406.
- Binnig G., Quate C.F., Gerber Ch. Atomic Force Microscope // Physical Review Letters. — 1986. — Vol. 56. — P. 930-933. — doi:10.1103/PhysRevLett.56.930.
- Weisenhorn A.L., Hansma P.K., Albrecht T.R., Quate C.F. Forces in atomic force microscopy in air and water // Applied Physics Letters. — 1989. — Vol. 54. — P. 2651-2653. — doi:10.1063/1.101024.
- Drake B., Prater C.B., Weisenhorn A.L., Gould S.A., Albrecht T.R., Quate C.F., Cannell D.S., Hansma H.G., Hansma P.K. Imaging crystals, polymers, and processes in water with the atomic force microscope // Science. — 1989. — Vol. 243. — P. 1586-1589. — doi:10.1126/science.2928794.
- Albrecht T.R., Akamine S., Carver T.E., Quate C.F. Microfabrication of cantilever styli for the atomic force microscope // Journal of Vacuum Science & Technology A. — 1990. — Vol. 8. — P. 3386-3396. — doi:10.1116/1.576520.
- Tortonese M., Barrett R.C., Quate C.F. Atomic resolution with an atomic force microscope using piezoresistive detection // Applied Physics Letters. — 1993. — Vol. 62. — P. 834-836. — doi:10.1063/1.108593.
- Kong J., Soh H.T., Cassell A.M., Quate C.F., Dai H. Synthesis of individual single-walled carbon nanotubes on patterned silicon wafers // Nature. — 1998. — Vol. 395. — P. 878–881. — doi:10.1038/27632.
- Crozier K.B., Sundaramurthy A., Kino G.S., Quate C.F. Optical antennas: Resonators for local field enhancement // Journal of Applied Physics. — 2003. — Vol. 94. — P. 4632-4642. — doi:10.1063/1.1602956.
- Sahin O., Magonov S., Su C., Quate C.F., Solgaard O. An atomic force microscope tip designed to measure time-varying nanomechanical forces // Nature Nanotechnology. — 2007. — Vol. 2. — P. 507-514. — doi:10.1038/nnano.2007.226.